# Blutsabbath
Blutsabbath – drugi pełnometrażowy album blackmetalowego zespołu Belphegor. Wydany nakładem wytwórni Last Episode Records, w roku 1997.

## Lista utworów
1. Abschwörung
2. Blackest Ecstasy
3. Purity Through Fire
4. Behind The Black Moon
5. Blutsabbath
6. No Resurrection
7. The Requiem Of Hell
8. Untergang der Gekreuzigten
9. Path Of Sin